# Palazzo Baldoca Muccioli
Palazzo Baldoca Muccioli, conhecido também como Palazzo Baldoca e Palazzo Muccioli, é um palácio renascentista localizado no número 167 da Via Giulia, no rione Regola. Foi construído por volta de 1570 para o pintor e escultor Guglielmo della Porta, conhecido por seu trabalho no Túmulo do papa Paulo III na Basílica de São Pedro, que viveu no local. Seu nome é uma referência a proprietários posteriores, as famílias Baldoca no século XVII e Muccioli depois.
Fica ao lado do Palazzo Cisterna, ao qual era ligado. 